# Climat des Alpes-Maritimes
Pour un article plus général, voir géographie des Alpes-Maritimes.

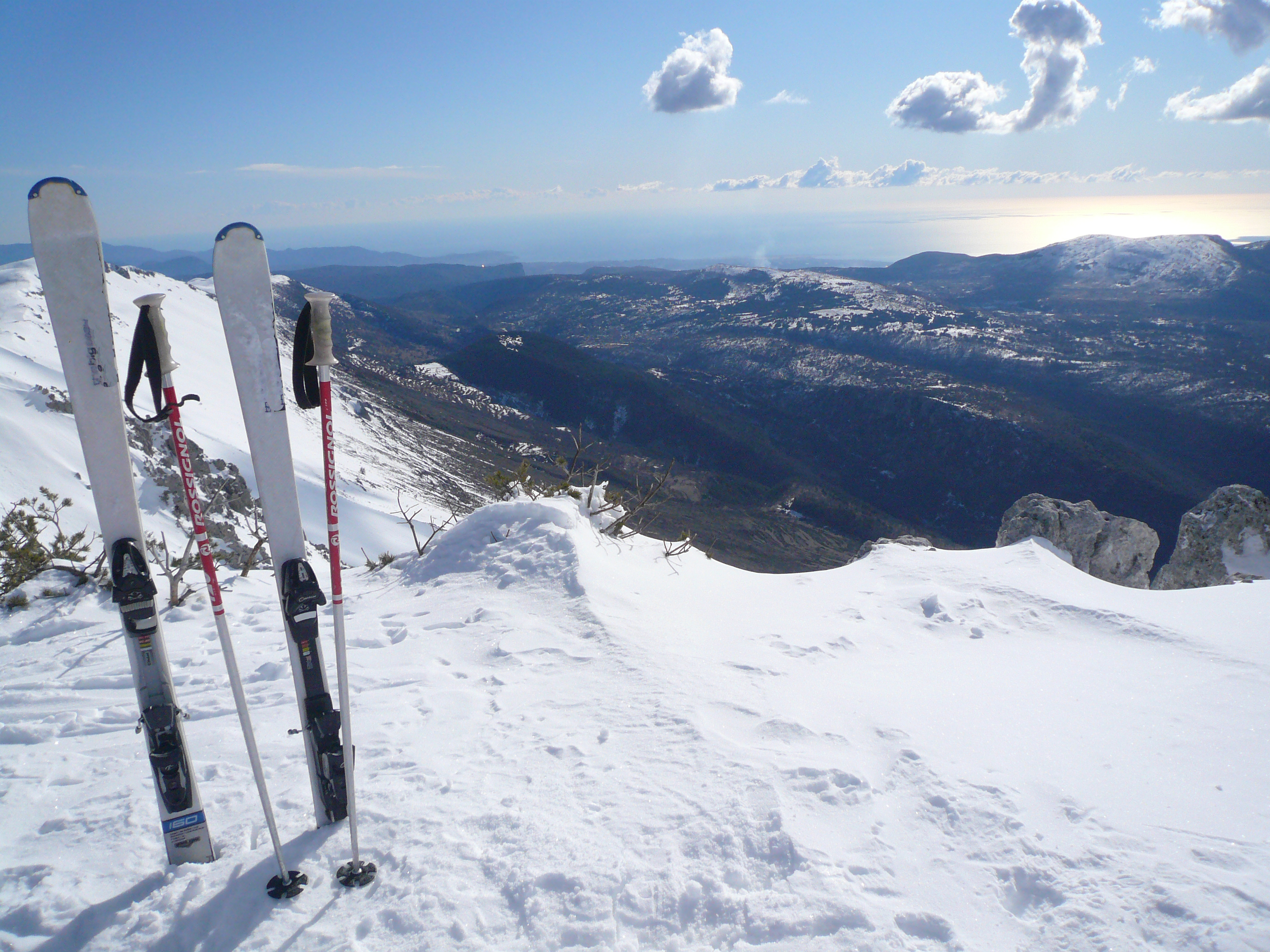
Ski dans les Alpes-Maritimes face à la Côte d'Azur.

Le climat des Alpes-Maritimes est très varié malgré sa relative petite surface. Dans le sud règne un climat méditerranéen, dans le nord un climat montagnard et vers Cannes un micro-climat particulièrement chaud dû aux hautes collines réchauffant l'air qui descend sur la ville.
La bande littorale connaît des températures très douces l'hiver et chaudes mais sans excès l'été, malgré des épisodes de fortes chaleurs. La « saison des pluies » a lieu en automne et au printemps, particulièrement en avril et en septembre, notamment en raison d'orages assez fréquents. L’été, lui, est connu pour sa sécheresse. L'ensoleillement est très important, on compte presque 300 jours de beau temps par an. Néanmoins les différences de température dues à une mer chaude en automne sont à l'origine de violents orages, avec souvent à la clé crues et inondations.
Dès qu'on s'éloigne du littoral, vers l'ouest du département, les plaines intérieures (notamment du côté de Grasse) connaissent un climat un peu moins tempéré mais tout aussi ensoleillé. L'été, la température y dépasse très facilement les 30 °C, alors que la moyenne n’est « que » de 27 °C sur le bord de mer niçois pour juillet et août. À l'inverse les petites gelées ne sont pas exclues en hiver alors qu'elles sont très rares à Nice.
À l'est du département, contrairement à l'ouest, il n'y a pas de plaines. Dans la région de Menton l'altitude augmente très rapidement vers l'intérieur des terres, la mer tempère donc beaucoup plus l'atmosphère : les maxima en été sont en moyenne de 25 °C et les hivers sont plus doux que dans l'intérieur ouest. Les gelées sont quasiment exclues.
La neige est rare sur le littoral, néanmoins il arrive que de bonnes chutes surprennent la Côte d'Azur, comme c'était le cas l'hiver 2004-2005 où la ville de Nice s'est réveillée avec quelques centimètres de neige dans une pagaille routière[style à revoir]. En février 2010, on mesurait plus de 10 cm de neige à Cannes et près de 30 cm dans la région de Grasse.
Dans les Alpes le climat est montagnard, il y neige de novembre à mai.

## Climat à Nice

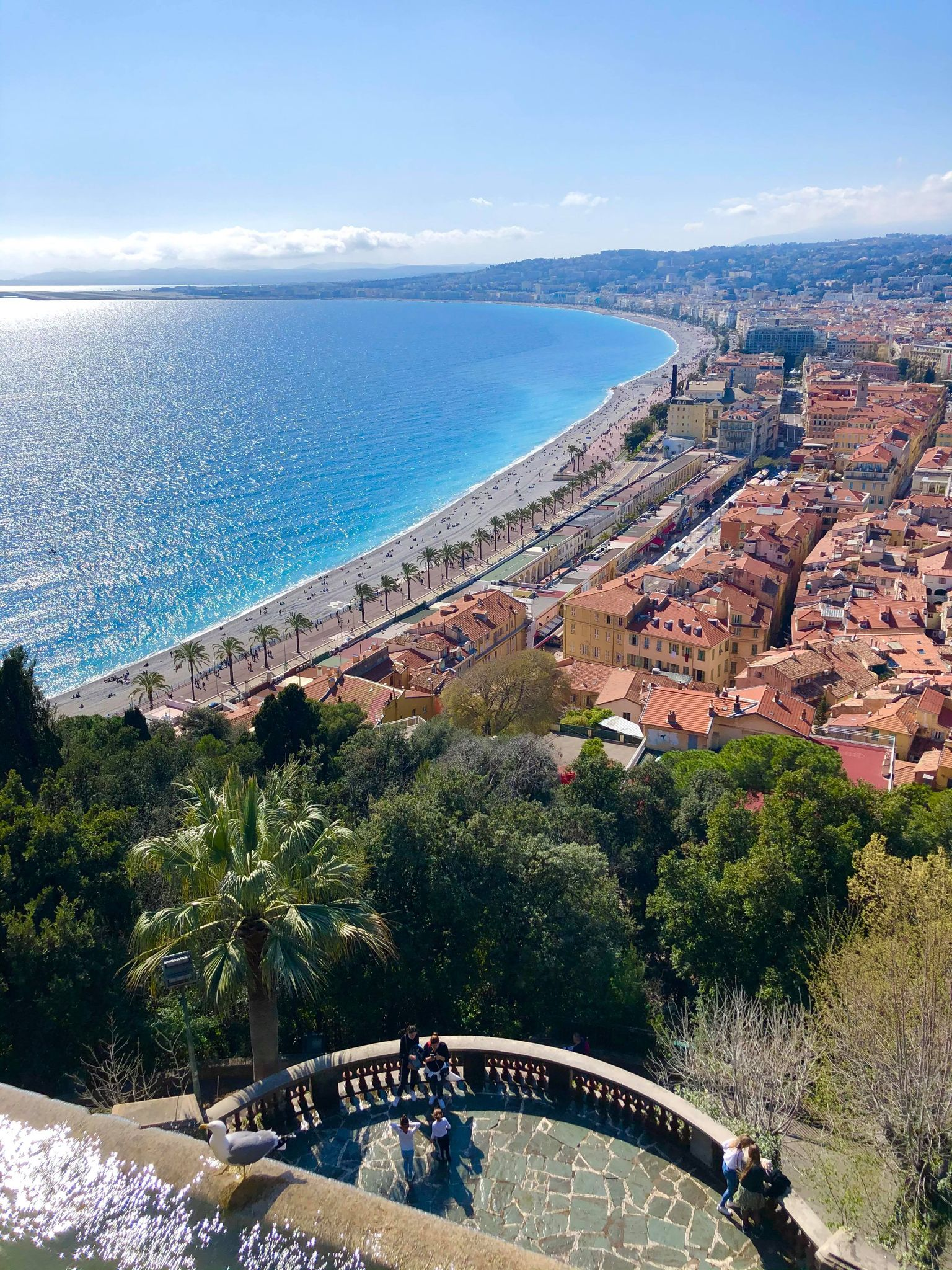
Les plages de Nice et la baie des Anges vues depuis la colline du Château.

Le climat de la ville correspond aux normes du climat méditerranéen. Selon la classification de Köppen-Geiger, le climat est de type Csa. Nice affiche 14,8 °C de température en moyenne sur toute l'année, c’est une des plus élevées de France continentale après Menton et la région de Toulon. Les gels étant très rares (1,4 nuit par an 1981-2010), ils sont souvent absents plusieurs années consécutives (comme en 2016, 2015, 2014, 2013, 2011, 2008, 2007, 2006, etc.) et faibles et brefs quand ils se produisent, ce qui en fait une particularité du climat méditerranéen en France que l'on retrouve principalement sur l'est du littoral azuréen. Ainsi les hivers sont doux et humides, et les étés chauds et secs, car la ville est protégée des vents venant du nord et de l'ouest grâce aux Alpes. Durant l'été, les amplitudes thermiques restent également peu marquées avec des nuits très douces voire chaudes (plus de 20 à 22 °C), les précipitations sont extrêmement faibles, avec une moyenne de 21,4 mm par mois de juin à août. À l'inverse, l'automne est une période soumise à des pluies importantes avec 103,3 mm de moyenne par mois de septembre à novembre et à des orages parfois violents en raison de la température de la mer Méditerranée encore très chaude en cette saison (20 à 24 °C), ce qui amène, comme en 2014, à la formation de tempête subtropicale, sorte de cyclone à échelle réduite : un medicane. Cette période est également marquée par la présence lors de certaines années du sirocco. En plus d'apporter une légère vague de chaleur, ce vent transporte du sable saharien.
D'ailleurs, la ville de Nice est considérée comme un très bon exemple de tropicalisation du climat méditerranéen durant ces dernières décennies. Par exemple : entre 1972 et 2018, la température moyenne a augmenté de plus de 2 degrés, passant de 15 °C à 17 °C, et la température minimale moyenne de plus de 2,5 °C.  Quant aux nuits tropicales (températures minimales supérieures à 20 degrés), leur nombre a littéralement explosé, passant d'une quinzaine en moyenne par an dans les années 1950 à plus de 90 rien que pour l'année 2018 ! Ces bouleversements rapides permettent de faire pousser une flore venant de contrées exotiques et tropicales comme autrefois le fameux dattier et aujourd'hui des kentias, palmier royaux de Cuba, manguiers, caoutchoutiers, ainsi que de faire prospérer de nouvelles maladies, avec l'arrivée de la dingue dans les années 2000. 
Nice est une des villes françaises comptant un grand nombre de jours d’orage avec 27 jours par an en moyenne. Des orages, parfois violents, se développent en mer et se bloquent contre les chaînes montagneuses qui encerclent la ville. Ils peuvent occasionner des pluies intenses sur la ville mais les phénomènes orageux durent au plus quelques heures.
Nice est une ville où le nombre d'épisodes de jours de vent avec rafales supérieures à 100 km/h est parmi les moins importants du pays. Il se produit seulement un jour tous les 3 à 4 ans en moyenne. Sa position géographique à l'ouest du Golfe de Gènes la protège sensiblement des vents toute l'année. Le vent moyen sur l'année atteint faiblement les 13,9 km/h à la station côtière.
La station météo est située à quatre mètres d'altitude, à l'aéroport de Nice-Côte d’Azur (latitude 43° 39' 00" N longitude 07° 12' 00" E) ; elle est à 6 km au sud-ouest du centre de Nice par la route.
| Mois                              | jan. | fév. | mars | avril | mai  | juin | jui. | août | sep. | oct.  | nov.  | déc. | année |
| --------------------------------- | ---- | ---- | ---- | ----- | ---- | ---- | ---- | ---- | ---- | ----- | ----- | ---- | ----- |
| Température minimale moyenne (°C) | 5,3  | 5,9  | 7,9  | 10,2  | 14,1 | 17,5 | 20,3 | 20,5 | 17,3 | 13,7  | 9,2   | 6,3  | 12,4  |
| Température moyenne (°C)          | 9,2  | 9,7  | 11,6 | 13,6  | 17,4 | 20,9 | 23,8 | 24,1 | 21   | 17,4  | 12,9  | 10,1 | 16    |
| Température maximale moyenne (°C) | 13,1 | 13,4 | 15,2 | 17    | 20,7 | 24,3 | 27,3 | 27,7 | 24,6 | 21    | 16,6  | 13,8 | 19,6  |
| Ensoleillement (h)                | 158  | 171  | 217  | 224   | 267  | 306  | 348  | 316  | 242  | 187   | 149   | 139  | 2 724 |
| Précipitations (mm)               | 69   | 44,7 | 38,7 | 69,3  | 44,6 | 34,3 | 12,1 | 17,8 | 73,1 | 132,8 | 103,9 | 92,7 | 733   |

| Diagramme climatique                                  |             |             |            |              |              |              |              |              |             |              |             |
| J                                                     | F           | M           | A          | M            | J            | J            | A            | S            | O           | N            | D           |
| 13,15,369                                             | 13,45,944,7 | 15,27,938,7 | 1710,269,3 | 20,714,144,6 | 24,317,534,3 | 27,320,312,1 | 27,720,517,8 | 24,617,373,1 | 2113,7132,8 | 16,69,2103,9 | 13,86,392,7 |
| Moyennes : • Temp. maxi et mini °C • Précipitation mm |             |             |            |              |              |              |              |              |             |              |             |

## Climat à Grasse

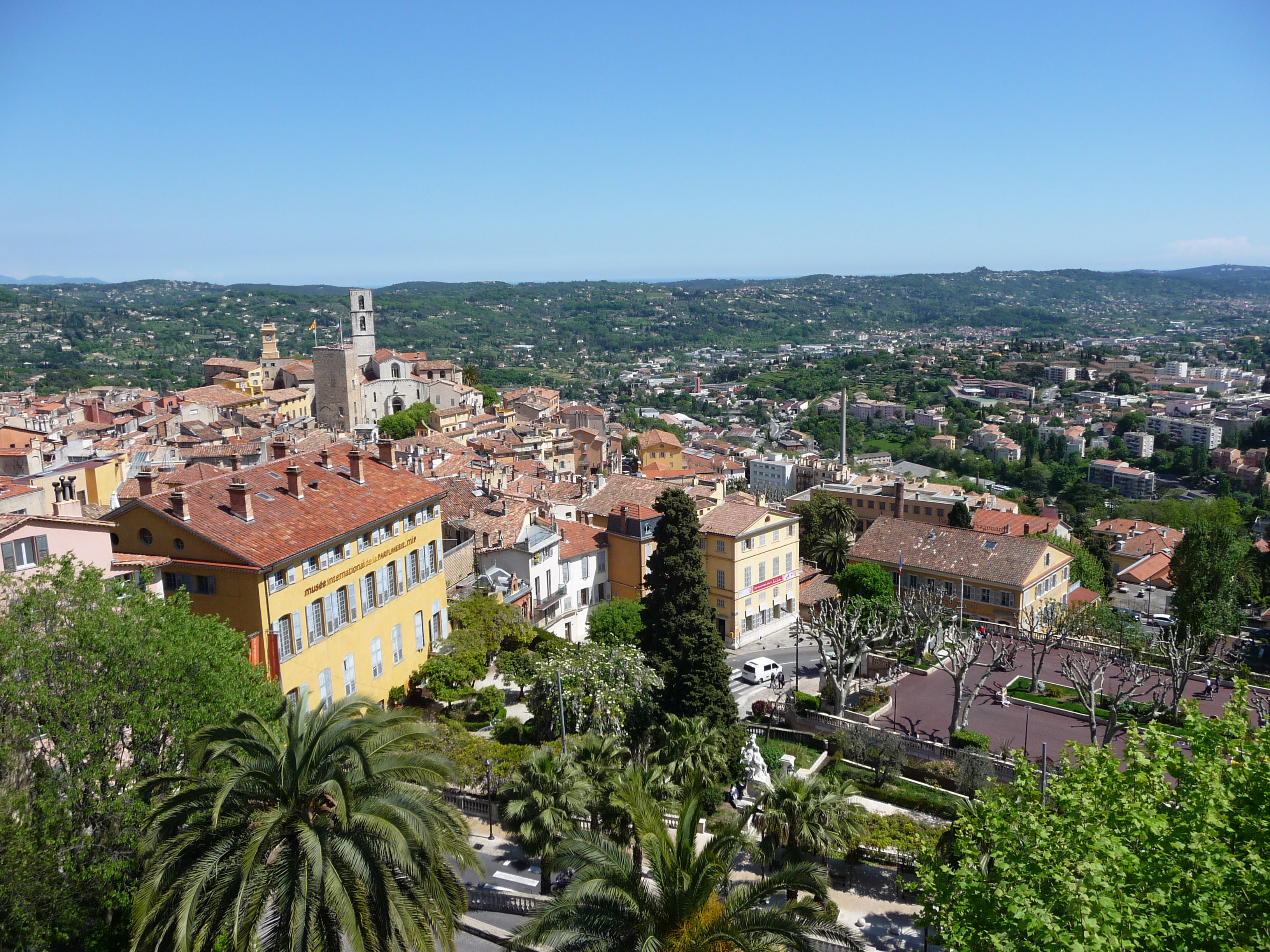
Grasse vue de la vieille ville.

La ville de Grasse bénéficie d'un climat méditerranéen et d'un microclimat qui lui procurent des températures plutôt douces, comme en témoigne son image de lieu de villégiature et de repos ainsi que ses abondantes cultures florales. Les étés sont réputés pour être chauds, dépassant presque toujours les 25 °C voire les 30 °C, comme dans le reste du département. L'amplitude thermique est supérieure à celle de Nice avec, en moyenne, 2 à 2,5 °C de moins la nuit et 2 °C de moins (janvier) à 1,5 °C de plus (été) en journée. Le record de chaleur à Grasse est de 41,2 °C le 17 août 1932. Les hivers sont plutôt doux et secs, régulièrement agrémentés de neige au-dessus de 500 m, particulièrement dans la zone du bois de la Marbrière, au nord de la ville ; en revanche, l'enneigement total de la ville n'est pas systématique et se produit environ tous les deux ou trois fois par hivers, et ce, sur une très courte période, le plus souvent aux alentours du mois de février.[réf. nécessaire]
En mi-saison, des précipitations apparaissent régulièrement et de façon violente et abondante, ce qui cause de sérieux problèmes d'écoulement des eaux pluviales dans les rues de la vieille-ville, aux infrastructures parfois anciennes et mal adaptées à ces phénomènes météorologiques, ainsi que dans les cours d'eau de la commune (comme le Grand Vallon ou le canal de la Siagne). De fait, en 1994, 1996 et 2002, la commune a été gravement affectée par les inondations : selon le Syndicat Intercommunal de la Siagne et Affluents (SISA), elle comporte 40 hectares de zones inondables dans le hameau du Plan de Grasse. D'importants travaux  y ont été réalisés pour limiter le risque de crue.
| Mois                              | jan. | fév. | mars | avril | mai  | juin | jui. | août | sep. | oct. | nov. | déc. |
| --------------------------------- | ---- | ---- | ---- | ----- | ---- | ---- | ---- | ---- | ---- | ---- | ---- | ---- |
| Température minimale moyenne (°C) | 2,9  | 3,4  | 5,1  | 7,2   | 10,7 | 14   | 16,7 | 16,7 | 14,3 | 10,6 | 6,3  | 3,7  |
| Température maximale moyenne (°C) | 12,2 | 12,9 | 14,8 | 17,4  | 20,9 | 24,6 | 28,1 | 28,1 | 24,9 | 20,4 | 15,5 | 12,9 |

## Climat à Menton

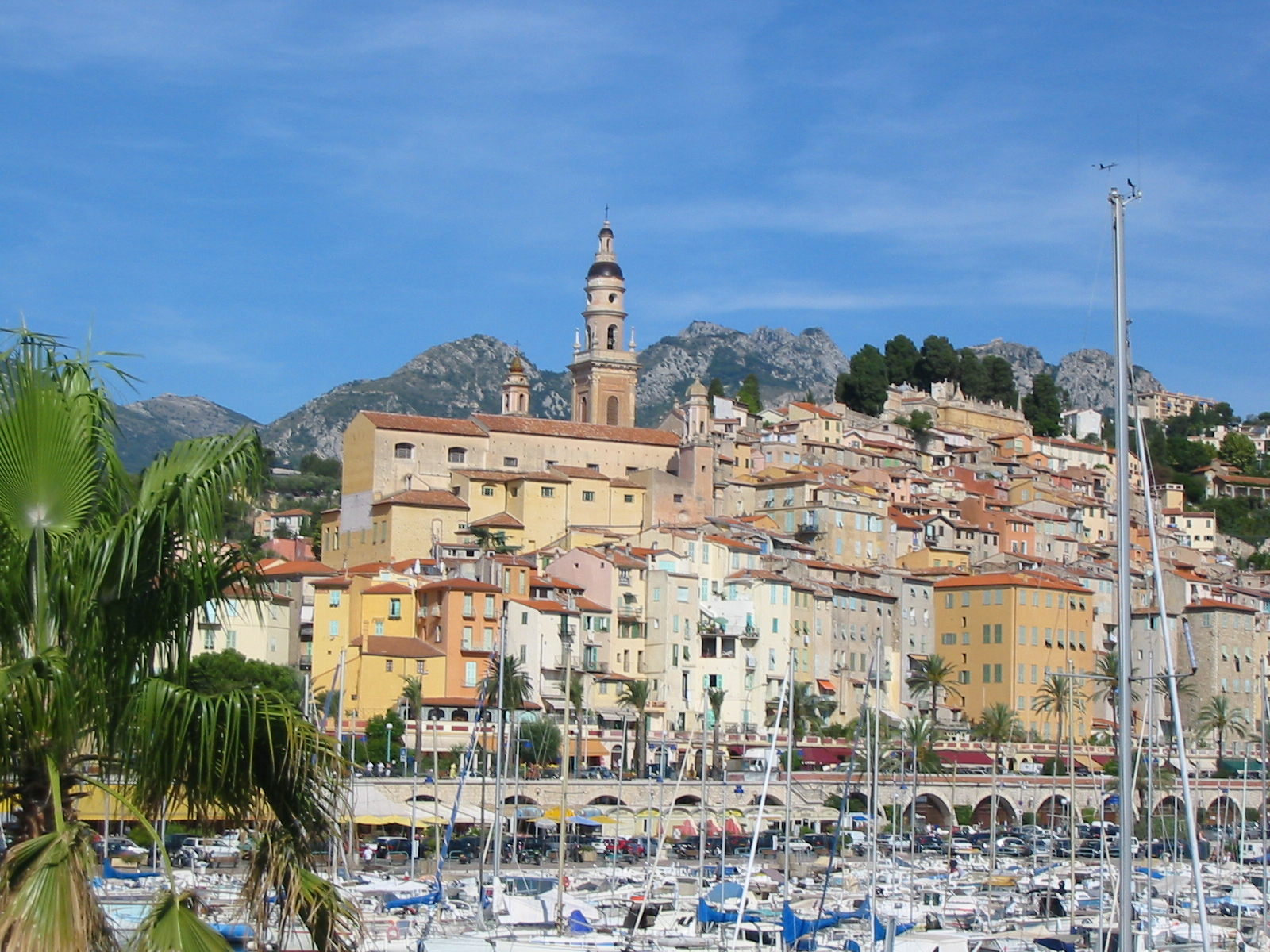
Vue d'une partie de la vieille ville de Menton, depuis le vieux port.

La ville de Menton dispose d'un climat méditerranéen exceptionnel avec des hivers doux et ensoleillés et des étés chauds et secs. Variant de 8 °C en janvier à 28 °C en août, Menton dispose d'un microclimat qui la protège des vents froids venus des Alpes. On dit souvent que[style à revoir] Menton dispose d'un climat quasi subtropical avec des températures élevées, un taux d'humidité fort (chaleur étouffante l’été) et des orages assez rares mais violents.

### Températures et précipitations moyennes
|           | Minimum | Maximum | Précipitations (mm) |
| --------- | ------- | ------- | ------------------- |
| Janvier   | 8       | 13      | 80.3                |
| Février   | 8       | 14      | 70.7                |
| Mars      | 10      | 16      | 66.8                |
| Avril     | 13      | 19      | 72                  |
| Mai       | 17      | 23      | 52.3                |
| Juin      | 20      | 26      | 35.8                |
| Juillet   | 22      | 28      | 13.1                |
| Août      | 22      | 28      | 28.3                |
| Septembre | 18      | 25      | 68.9                |
| Octobre   | 15      | 21      | 106.5               |
| Novembre  | 12      | 18      | 109.6               |
| Décembre  | 8       | 14      | 84.7                |
| Annuel    | 13,4    | 19,4    | 789                 |

## Climat à Vence

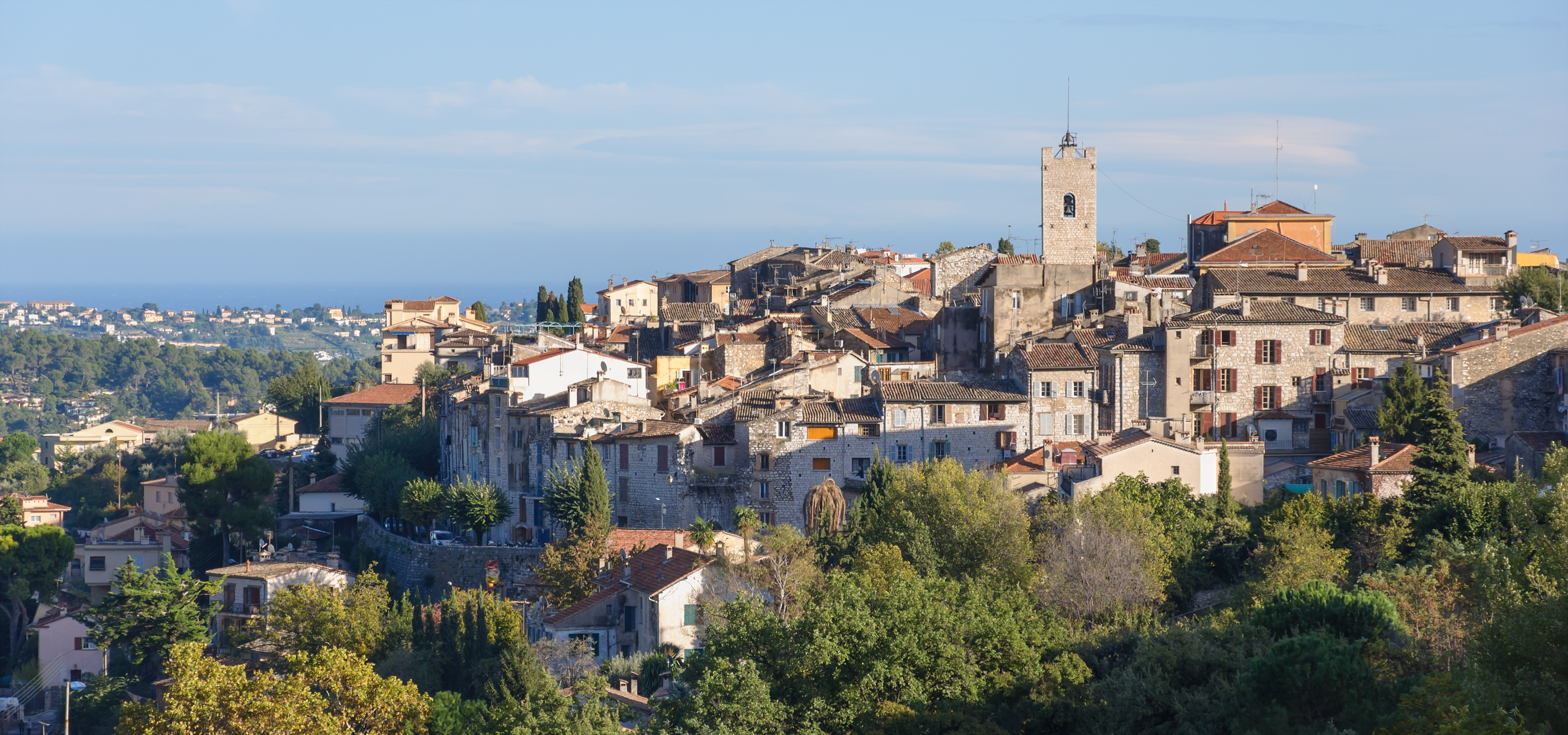
Vence.

Le climat de la ville de Vence est classé Csb dans la classification de Köppen et Geiger.

Les étés sont chauds et secs et les hivers doux avec beaucoup de pluie. La température moyenne sur l'année est 13,3 °C.

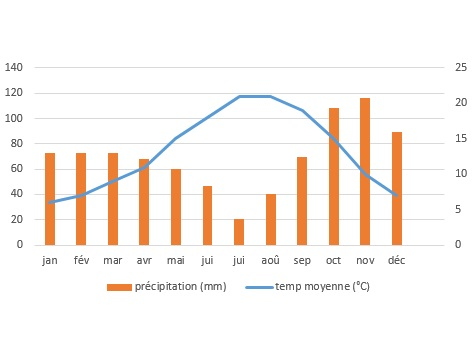
Graphique du climat de Vence.

## Climat à Mougins

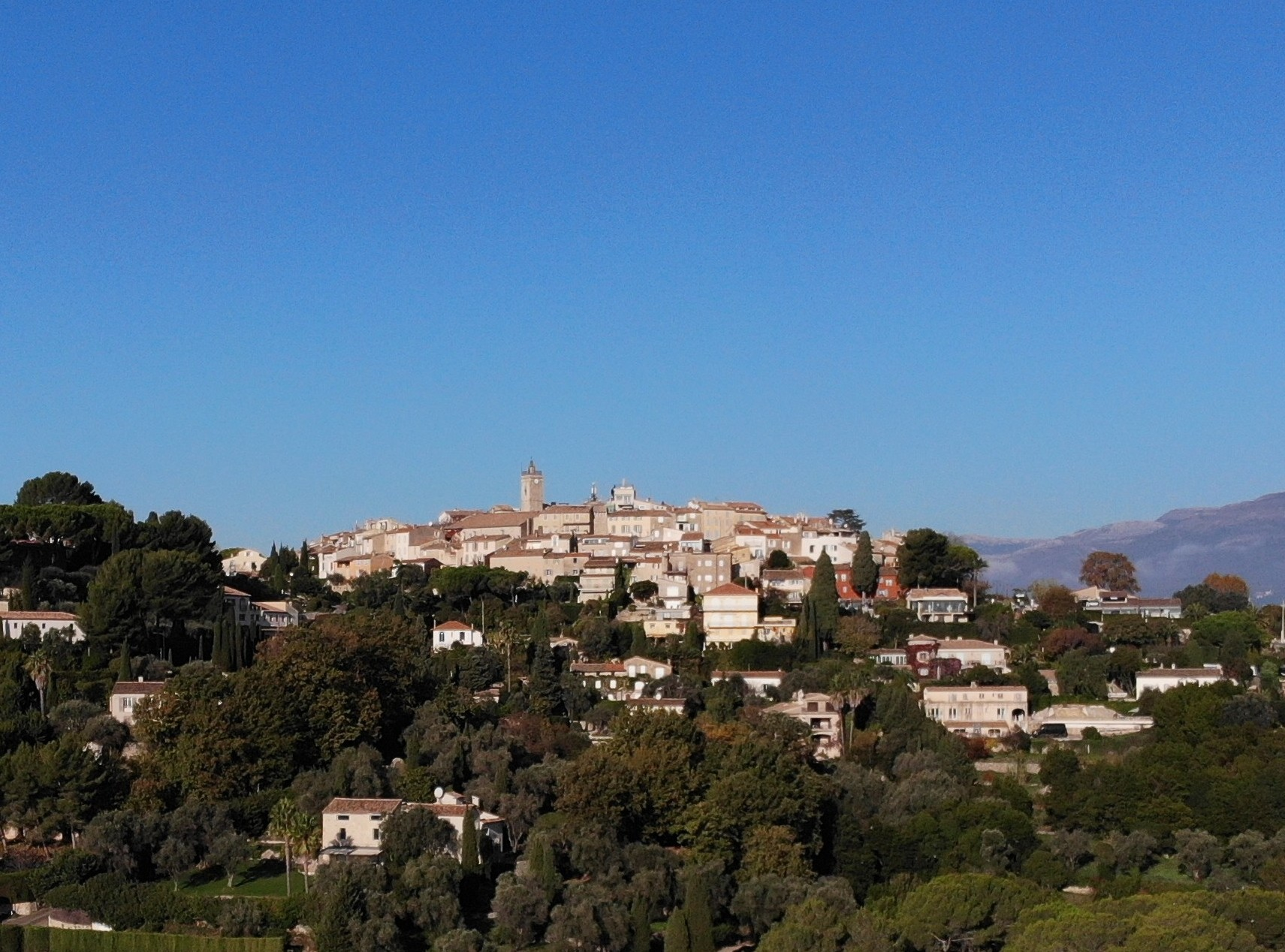
Mougins.

Le climat de la ville de Mougins est de type méditerranéen et du fait de sa position subit les influences du littoral cannois et du climat montagnard au-dessus de Grasse.
Températures, ensoleillement et précipitations
| Mois                                       | Janv. | Fév.  | Mars  | Avr.  | Mai   | Juin  | Juil. | Août  | Sept. | Oct.  | Nov.  | Déc.  | Année  |
| ------------------------------------------ | ----- | ----- | ----- | ----- | ----- | ----- | ----- | ----- | ----- | ----- | ----- | ----- | ------ |
| Températures maximales moyennes (°C)       | 13    | 13    | 15    | 17    | 20    | 24    | 27    | 28    | 25    | 21    | 16    | 14    | 19,4   |
| Températures minimales moyennes (°C)       | 6     | 6     | 8     | 10    | 14    | 17    | 20    | 20    | 17    | 14    | 9     | 6     | 12,3   |
| Températures moyennes (°C)                 | 9,5   | 9,5   | 11,5  | 13,5  | 17    | 20,5  | 23,5  | 24    | 21    | 17,5  | 12,5  | 10    | 15,9   |
| Ensoleillement (h)                         | 147,8 | 148,9 | 203,2 | 252,1 | 234,9 | 280,6 | 310,3 | 355,5 | 319,5 | 247,0 | 201,5 | 145,5 | 2748,1 |
| Moyennes mensuelles de précipitations (mm) | 51,3  | 32,1  | 23,2  | 53,7  | 26,8  | 27,1  | 9,7   | 12,2  | 63,8  | 96,9  | 77,7  | 53,7  | 529,02 |
| Source : Climatologie mensuelle à Mougins. |       |       |       |       |       |       |       |       |       |       |       |       |        |

## Climat à Auron

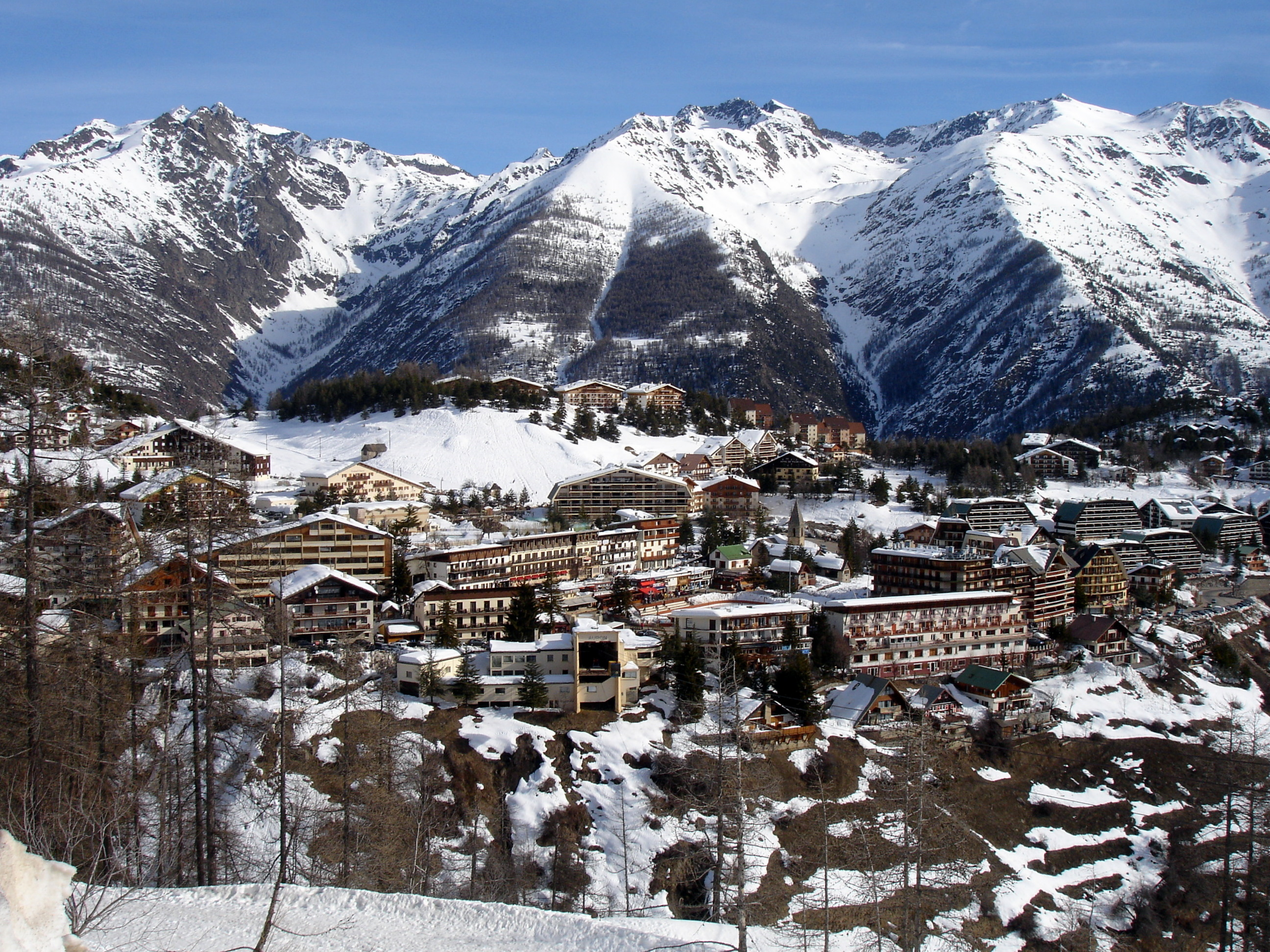
Vue générale du village d'Auron en hiver.

Le climat du village d'Auron est de type montagnard.
Températures moyennes à Auron Station[réf. nécessaire] :
| Mois      | Janvier | Mars | Juillet | Septembre |
| --------- | ------- | ---- | ------- | --------- |
| Minimales | -12     | -2   | 14      | 7         |
| Maximales | -2      | 12   | 27      | 20        |